# Taher Masri
Taher Masri (en arabe : طاهر المصري), né le 5 mars 1942 à Naplouse, est un homme politique jordanien. Il a été Premier ministre en 1991.

## Décorations
- Grand cordon de l'ordre du Soleil levant (2020)
- Grand-croix de l'ordre du Mérite de la République fédérale d'Allemagne
- Grand officier de la Légion d'honneur